# Halisarcidae
Halisarcidae is een familie van sponsdieren uit de klasse van de Demospongiae (gewone sponzen). 

## Geslacht
- Halisarca Johnston, 1842